# Balatonlelle SE
A Balatonlelle Sportegyesület egy 1924-ben alapított magyar labdarúgóklub. Székhelye Balatonlellén található.

## Sikerek
NB II
- Résztvevő: 2005-06, 2006-07

Somogy megyei labdarúgó-bajnokság (első osztály)
- Bajnok: 1982-83, 1984-85, 1987-88, 1993-94, 2009-10, 2014-15

Szabad Föld-kupa
- Döntős: 1988

Dél-Dunántúli Regionális Kupa 
- Győztes: 2009-10

Errea Kupa
- Győztes: 2009-10